# Festival international du film de Shanghai
Le Festival international du film de Shanghai est un des plus importants festival de cinéma de l'Asie de l'Est.
Le premier festival eu lieu du 7 au 14 octobre 1993, et a eu lieu tous les deux ans jusqu'en 2001. En 2002 a lieu la sixième édition, suivie en 2004 de la septième et une par année désormais.
Depuis peu, ce festival a gagné une réputation internationale après qu'il fut listé dans les festivals de cinéma de catégorie « A ». Durant le festival international du film de Shanghai, un jury décerne des Coupes d'or (« Jin Jue »/金爵) récompensant plusieurs catégories telles que le meilleur film présenté, le meilleur réalisateur.

## Composition des jurys officiels (longs métrages)
Depuis sa création en 1993, le Festival international du film de Shanghai a réussi à faire venir des personnalités mondialement connues et importantes dans le monde du cinéma. Par exemple, les réalisateurs Danny Boyle, Luc Besson, Barry Levinson, Jean-Jacques Annaud ou encore Wong Kar-wai ont tous été président du jury.
Les français Leos Carax, Jean Becker, Carole Bouquet, Olivier Assayas, Luc Jacquet et Régis Wargnier ont été membre du jury lors d'une édition du Festival international du film de Shanghai. Tout comme Andie MacDowell, Amos Gitaï, Oliver Stone ou encore Heather Graham.
Stanislav Rostotski est la seule personne à avoir été deux fois membre du jury: en 1995 et 1999.

Quelques personnalités membres du jury
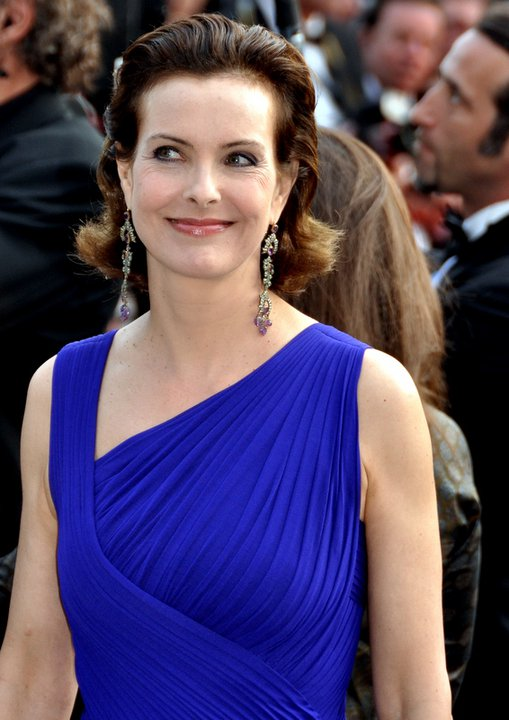
Carole Bouquet membre du jury en 1999
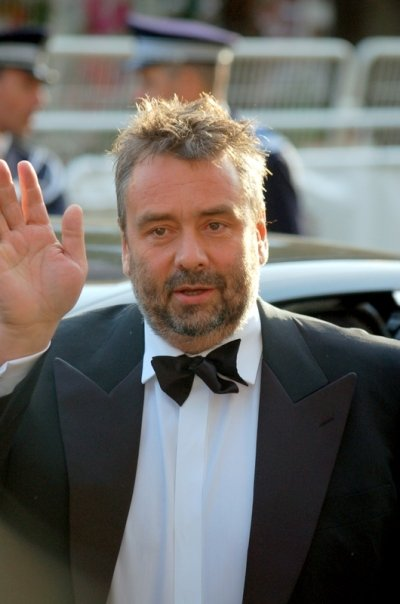
Luc Besson président du jury en 2006
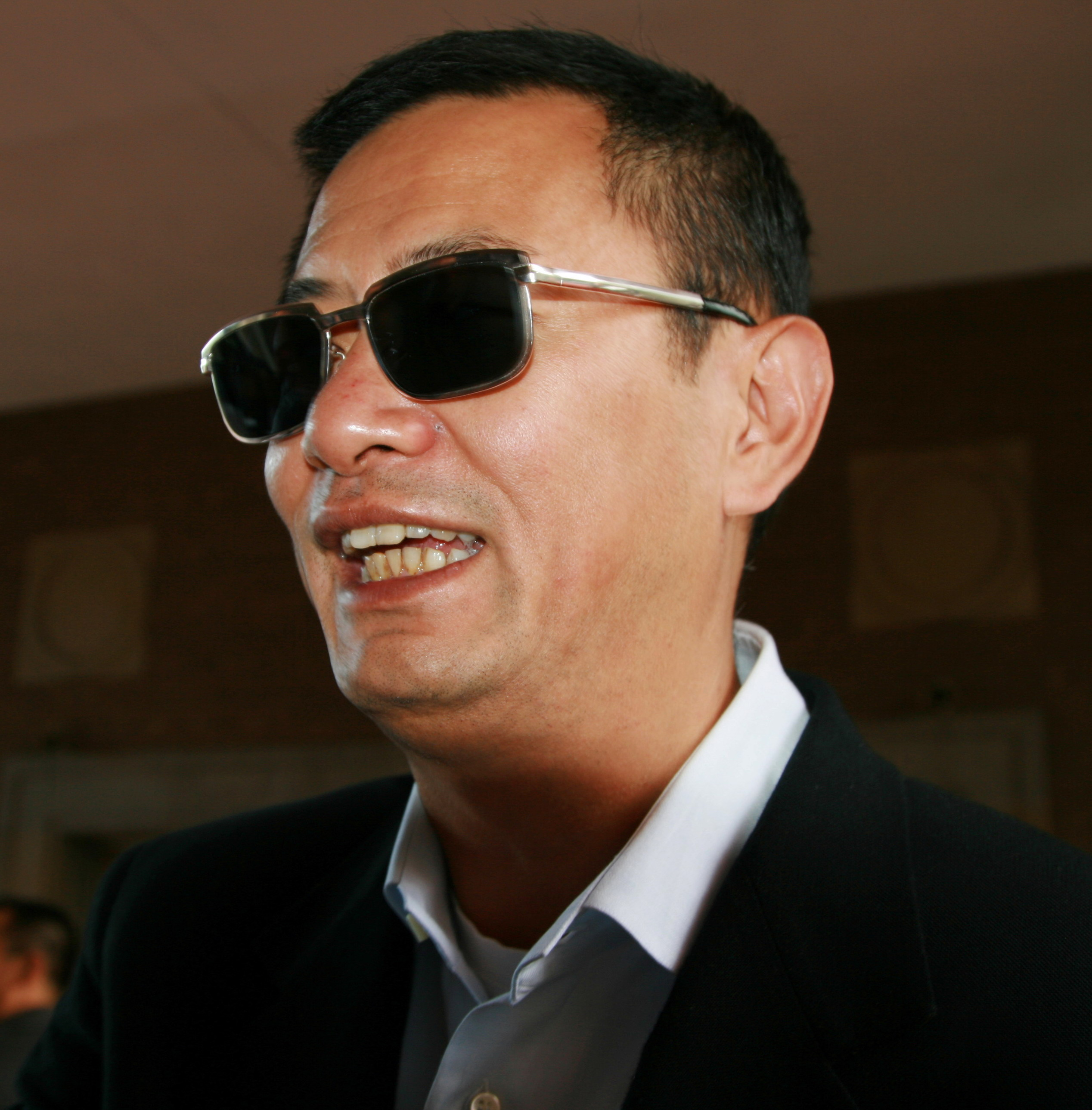
Wong Kar-wai président du jury en 2008
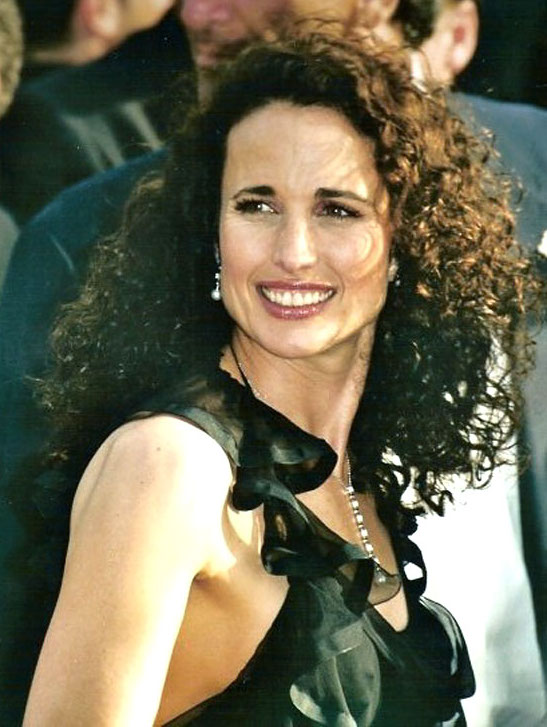
Andie MacDowell membre du jury en 2009
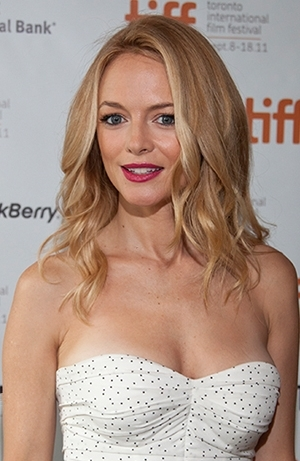
Heather Graham membre du jury en 2012
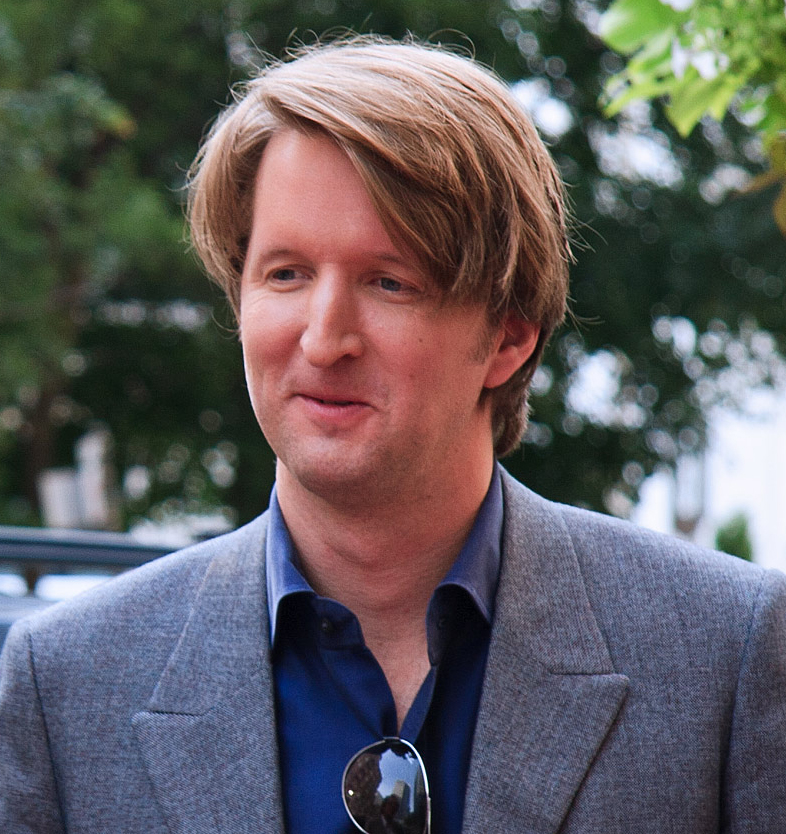
Tom Hooper président du jury en 2013
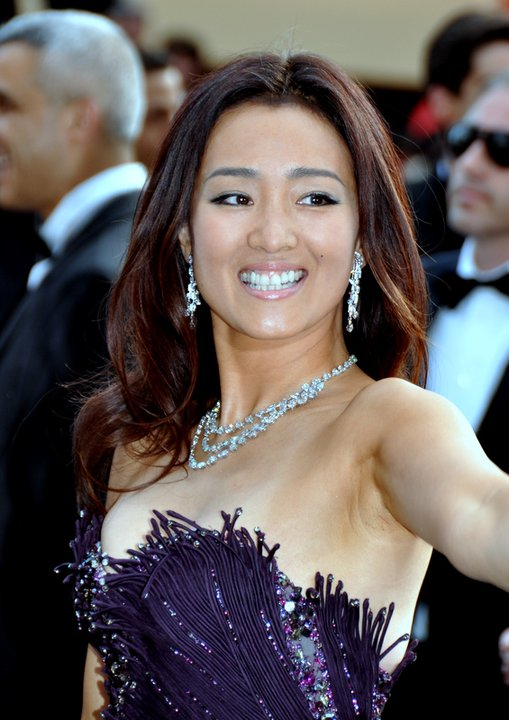
Gong Li, première présidente du jury, en 2014
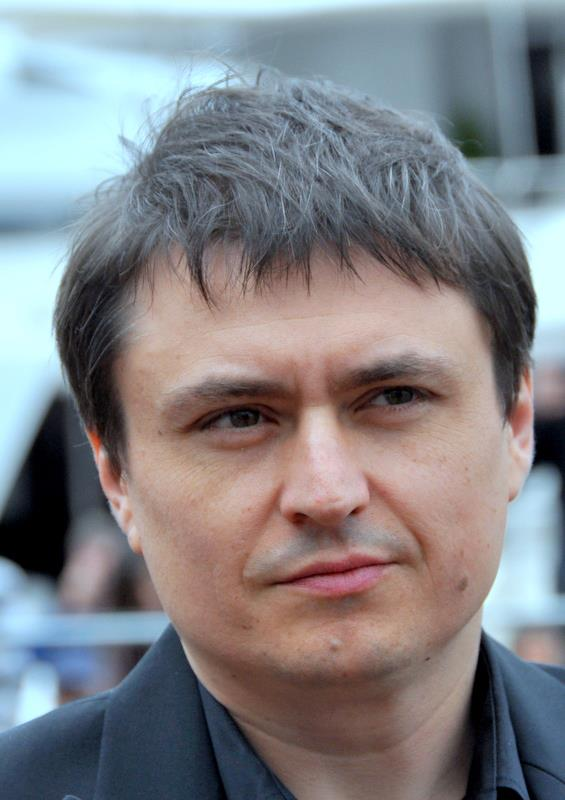
Cristian Mungiu, 20e président du jury, en 2017
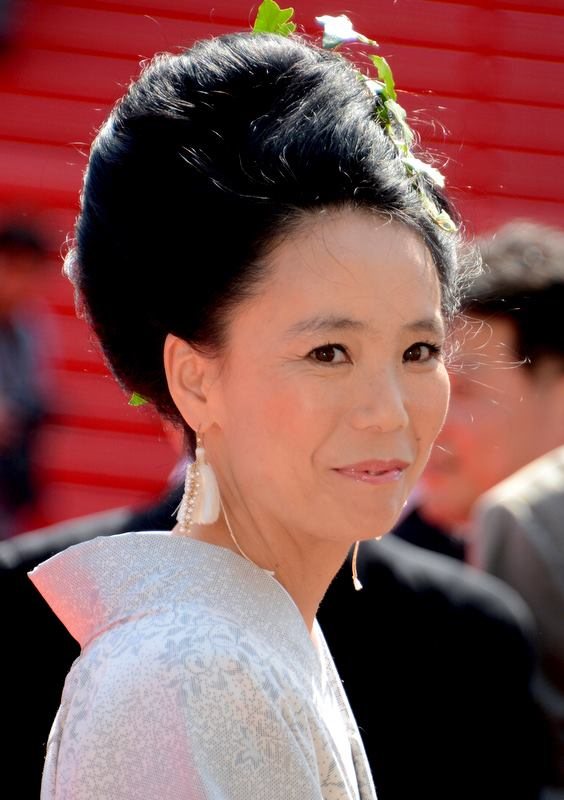
Naomi Kawase membre du jury en 2018
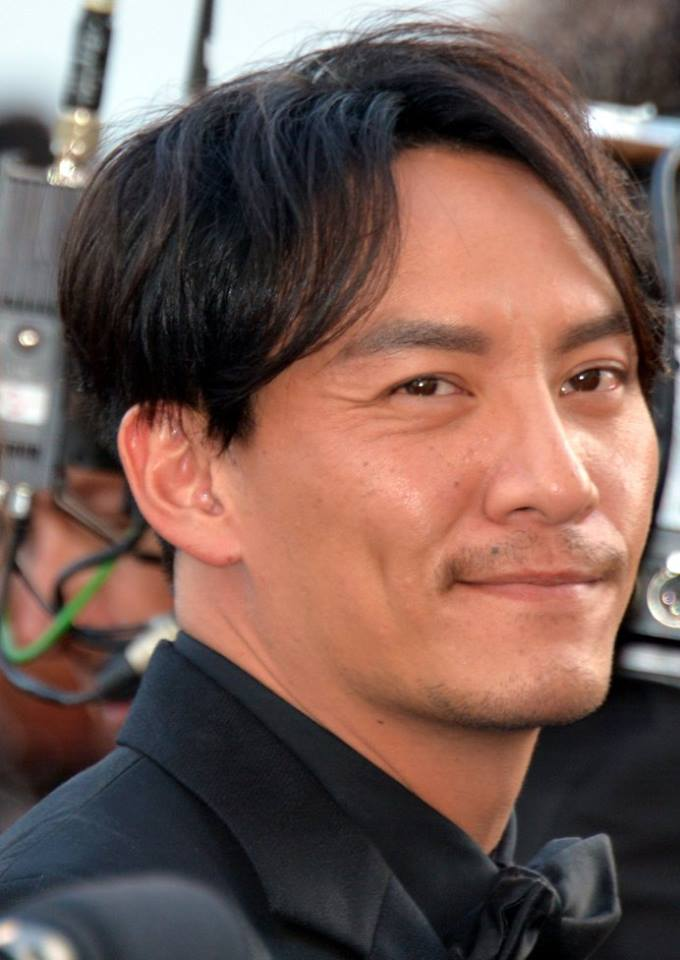
Chang Chen  membre du jury en 2018

### Jury par année
- 1993 : 1er édition
  - Xie Jin (Président du jury)
  - Oliver Stone
  - Nagisa Oshima
  - Tsui Hark
  - Paul Cox
  - Karen Shakhnazarov
- 1995 : 2e édition
  - Sun Daolin (Président du jury)
  - Lee Hsing
  - Jacqueline Andere
  - Jean Becker
  - Krzysztof Zanussi
  - Manfred Durniok
  - Stanislav Rostotski
- 1997 : 3e édition
  - Shi Fangyu (Président du jury)
  - Keiko Matsuzaka
  - Im Kwon-taek
  - Elem Klimov
  - Mark Rydell
  - István Szabo
  - Ng See-Yuen
- 1999 : 4e édition
  - Wu Yigong (Président du jury)
  - Paolo Virzì
  - Yasuo Furuhata
  - Carole Bouquet
  - Park Kwang-su
  - Stanislav Rostotsky
  - Zheng Dongtian
- 2001 : 5e édition
  - Zhu Yongde (Président du jury)
  - Eberhard Junkersdorf
  - Alan Parker
  - Andrzej Zulawski
  - Gleb Panfilov
  - Lee Chang-dong
  - Pan Hong
- 2002 : 6e édition
  - Li Quankuan (Président du jury)
  - François Girard
  - Geoffrey Gilmore
  - Hur Jin-ho
  - Jacek Bromski
  - Sergei Solovyov
  - Thorfinnur Omarsson
  - Han Sanping
  - Huang Shuqin
- 2004 : 7e édition
  - Ding Yinnan (Président du jury)
  - Park Chul-soo
  - David Caesar
  - Kazuo Kuroki
  - Manfred Wong
  - Olivier Assayas
  - Ron Henderson
- 2005 : 8e édition
  - Wu Tianming (Président du jury)
  - Jiang Wenli
  - Kang Je-gyu
  - Lisa Lu
  - Marc Rothemund
  - Imanol Uribe
  - Régis Wargnier
- 2006 : 9e édition
  - Luc Besson (président du jury)
  - Feng Xiaogang (vice-président)
  - Manuel Gutiérrez Aragon
  - Diana Bracho
  - Duncan Kenworthy
  - Kyung-taek Kwak
  - Stanley Kwan
  - Gabriele Salvatores
  - Xu Jinglei
- 2007 : 10e édition
  - Chen Kaige (Président du jury)
  - Fernando Trueba
  - Michael Ballhaus
  - Maria Grazia Cucinotta
  - Luc Jacquet
  - Lu Chuan
  - Kohei Oguri
- 2008 : 11e édition
  - Wong Kar-wai (Président du jury)
  - Joan Chen
  - Ulrich Felsberg
  - Bille August
  - Gila Almagor
  - Kaori Momoi
  - Huo Jianqi
- 2009 : 12e édition
  - Danny Boyle (Président du jury)
  - Huang Jianxin
  - Xavier Koller
  - Komaki Kurihara
  - Wai Keung Lau
  - Andie MacDowell
  - Oh Jungwan
- 2010 : 13e édition
  - John Woo (Président du jury)
  - Leos Carax
  - Amos Gitai
  - Bill Guttentag
  - Yojiro Takita
  - Wang Xiaoshuai
  - Zhao Wei
- 2011 : 14e édition
  - Barry Levinson (Président du jury)
  - Christopher Hampton
  - Yoichi Sai
  - Tran Anh Hung
  - Paz Vega
  - Wang Quan An
  - Zhang Jin Chu
- 2012 : 15e édition
  - Jean-Jacques Annaud (Président du jury)
  - Rakhshan Banietemad
  - Terence Chang
  - Heather Graham
  - Lee Bingbing
  - György Pálfi
  - Zhang Yang
- 2013 : 16e édition
  - Tom Hooper (Président du jury)
  - Michel Ciment
  - Chris Kraus
  - Khosro Masoumi
  - Jiří Menzel
  - Ning Hao
  - Yu Nan
- 2014 : 17e édition
  - Gong Li (Présidente du jury)
  - Im Sangsoo
  - Shunji Iwai
  - Liu Jie
  - Peyman Maadi
  - Sally Potter
  - Lone Scherfig
- 2015 : 18e édition
  - Andrey Zvyagintsev (Président du jury)
  - Cai Shangjun
  - Hao Lei
  - Shi Nan-Sun
  - Hui-jae
  - Felipe Maitreya
  - Ron Yerxa
- 2016 : 19e édition
  - Emir Kusturica (Président du jury)
  - Atom Egoyan
  - Daniele Luchetti
  - Karena Lam
  - Pema Tseden
  - Abderrahmane Sissako
  - Geling Yan
- 2017 : 20e édition
  - Cristian Mungiu (Président du jury)
  - Baoping Cao
  - Li Qiang
  - Milcho Manchevski
  - Sabu
  - Gary Michael Walters
  - Xu Qing
- 2018 : 21e édition
  - Jiang Wen (Président du jury)
  - Chang Chen
  - Ildikó Enyedi
  - Semih Kaplanoglu
  - Naomi Kawase
  - David Permut
  - Qin Hailu
- 2019 : 22e édition
  - Nuri Bilge Ceylan (Président du jury)
  - Nicolas Celis
  - Aleksey German Jr
  - Wang Jingchun
  - Paolo Genovese
  - Rajkumar Hirani
  - Zhao Tao
- 2021 : 24e édition
  - Huang Jianxin (Président du jury)
  - Anthony Chen
  - Deng Chao
  - Marco Müller
  - Natacha Devillers
  - Song Jia
- 2023 : 25e édition
  - Jerzy Skolimowski (Président du jury)
  - Nandita Das
  - Garin Nugroho
  - Lutz Reitemeier
  - Song Jia
  - Vivian Qu
  - Zhang Lu
- 2024 : 26e édition
  - Tran Anh Hung (Président du jury)
  - Rolf de Heer
  - Matthias Glasner
  - Leung Ka Fai Tony
  - Santiago Mitre
  - Sonthar Nyal
  - Zhou Xun
- 2025 : 27e édition
  - Giuseppe Tornatore (Président du jury)
- Huang Bo
- Yong Mei
- Kiran Rao
- Iván Fund
- Thanassis Karathanos
- Yang Lina

## Palmarès

### Coupe d'or du meilleur film
- 1993 : Hill of No Return de Wang T'ung •  Taïwan
- 1995 : Broken Silence de Wolfgang Panzer •  Suisse
- 1997 : The Woodlanders de Phil Agland •  Royaume-Uni
- 1999 : Propaganda de Sinan Cetin •  Turquie
- 2001 : Antitrust de Peter Howitt •  États-Unis
  - La Légende de Bagger Vance (The Legend of Bagger Vance) de Robert Redford •  États-Unis
- 2002 : Life Show de Huo Jianqi •  Chine
- 2004 : Tradition of Lover Killing de Khosro Masumi •  Iran
- 2005 : Photo Album of the Village de Mitsuhiro Mihara •  Japon
- 2006 : Quatre Minutes de Chris Kraus •  Allemagne
- 2007 : According to Plan de Franzisca Meletzky •  Allemagne
- 2008 : Mukha de Vladimir Kott •  Russie
- 2009 : Original de Antonio Tublen et Alexander Brondsted •  Suède,  Danemark
- 2010 : Kiss Me Again de Gabriele Muccino •  Italie
- 2011 : Hayde Bre de Orhan Oğuz •  Turquie
- 2012 : Bear de Khosrow Masoumi •  Iran
- 2013 : The Major de Youri Bykov •  Russie
- 2014 : Mikra Anglia de Pantelís Voúlgaris •  Grèce
- 2015 : Jamais de la vie de Pierre Jolivet •  France
- 2016 : De Lan de Liu Jie •  Chine
- 2017 : Pedicab   de Paolo Villaluna •  Philippines
- 2018 : Out of Paradise de Batbayar Chogsom •  Suisse,  Mongolie
- 2019 : Castle of Dream de Reza Mirkarimi •  Iran

### Coupe d'or du meilleur acteur
- 2001 : Daniel Auteuil pour le rôle de François Pignon dans Le Placard

### Coupe d'or du meilleur réalisateur
- 2001 : Peter Howitt pour Antitrust

### Coupe d'or de la meilleure technologie
- 2001 : La Légende de Bagger Vance (The Legend of Bagger Vance) – Michael Ballhaus